# گرت هینترهوفر
گرت هینترهوفر (انگلیسی: Grete Hinterhofer; ۱۸ ژوئیهٔ ۱۸۹۹ – ۲۷ ژوئن ۱۹۸۵) آهنگساز، نوازنده پیانو، و مربی موسیقی اهل اتریش بود.
وی همچنین برندهٔ جوایزی همچون نشان اتریش برای علم و هنر شده‌است.